# Johan Christiaan van Haersolte van Haerst
Johan Christiaan baron van Haersolte van Haerst (Zwolle, 9 juli 1809 – aldaar, 2 juni 1881) was een Nederlands marineofficier, burgemeester van Zwollerkerspel en politicus.

## Levensloop
Johan van Haersolte van Haerst werd geboren als een zoon van Coenraad Willem Antoni baron van Haersolte van Haerst en jonkvrouw Louise Christine Egbertine Françoise Hora Siccama. Hij doorliep het Koninklijk Instituut voor de Marine, waarna hij benoemd werd tot luitenant-ter-zee tweede klasse. Daarna was hij burgemeester van Zwollerkerspel. Van 3 juli 1838 tot 21 oktober 1845 functioneerde hij als lid van de Provinciale Staten van Overijssel. Van 20 oktober 1845 tot 13 februari 1849 was hij werkzaam als lid van de Tweede Kamer der Staten-Generaal en van 30 december 1857 tot 1 november 1880 was hij gemeentesecretaris van Zwollerkerspel.

## Persoonlijk
Op 16 april 1837 te Zwolle trouwde van Haersolte van Haerst met Geertruid Agnes barones de Vos van Steenwijk en samen hadden ze negen kinderen. Hij was een schoonzoon van Carel de Vos van Steenwijk en een oom van Jan Willem Jacobus de Vos van Steenwijk.

## Nevenfuncties

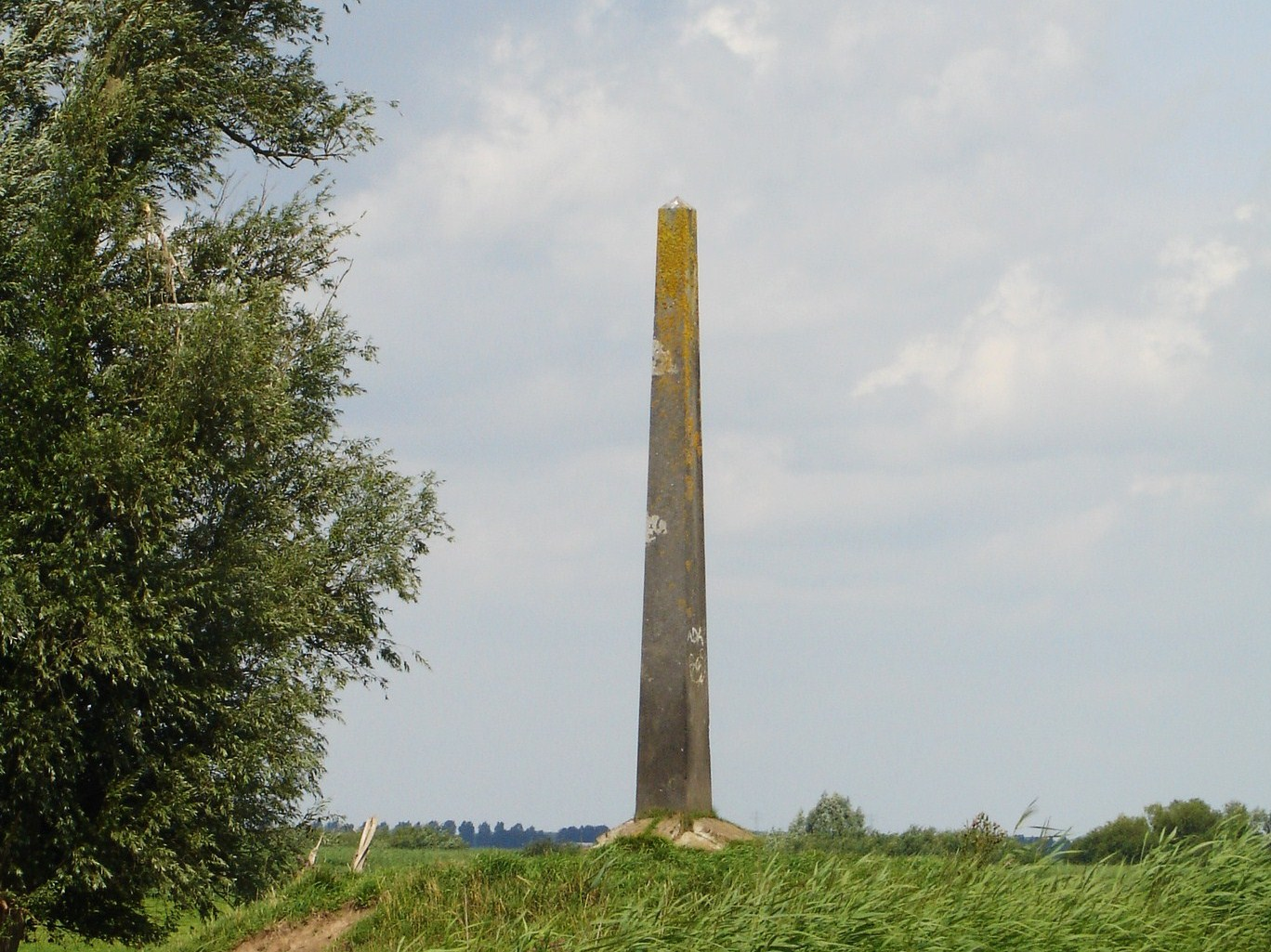
De Obelisk

- Lid van de Ridderschap van Overijssel
- Dijkgraaf van de dijkdistrict Noorder Vechtdijk
- Voorzitter van de Maatschappij van het Zwolsche Diep
- Heemraad van de dijkdistrict Mastenbroek

## Gedenkteken
In het noorden van de polder Mandjeswaard staat op een terp langs de Goot een obelisk ter ere van Van Haersolte van Haerst, die als commissaris van de "Naamloze maatschappij ter bevordering van landaanwinning van het Zwolsche Diep", zich heeft ingespannen voor de ontwikkeling van dit gebied. De obelisk is erkend als een rijksmonument.